# 邵炯初
邵炯初，中华人民共和国政治人物、外交官。
1991年，接替李德标，担任中华人民共和国驻尼泊尔大使。1995年，由张九桓接任。